# Leichtathletik-Länderkampf der Frauen 1965 BR Deutschland – USA
| 8. Leichtathletik-Länderkampf mit bundesdeutscher Beteiligung 1965 | 8. Leichtathletik-Länderkampf mit bundesdeutscher Beteiligung 1965 |
| ------------------------------------------------------------------ | ------------------------------------------------------------------ |
|                                                                    |                                                                    |
| Ländervergleich der Frauen: BR Deutschland – USA                   |                                                                    |
| Austragungsort                                                     | München                                                            |
| Wettbewerbe                                                        | 11                                                                 |
| Datum                                                              | 13. August 1965                                                    |
| 1. USA 2. FRG                                                      | 62 Punkte 55 Punkte                                                |
| Chronik                                                            |                                                                    |
| ← FRG-USA (M)                                                      | FRG-POL (F) →                                                      |

Im achten Vergleich des Länderkampfjahres 1965 bestritten die Frauen einen Tag nach der Begegnung der Männer einen eigenen Länderkampf mit den USA. Die Begegnung wurde am 13. August in der bayrischen Landeshauptstadt München ausgetragen. Es war das dritte Aufeinandertreffen der beiden Frauenteams, zuvor hatten die bundesdeutschen Leichtathletinnen sich zweimal knapp gegen die US-Amerikanerinnen durchsetzen können.

## Wettbewerbe und Modus
Wie in der letzten Begegnung 1963 standen die bei Frauenländerkämpfen üblichen elf Wettbewerbe auf dem Programm. Dazu gehörten alle olympischen Frauendisziplinen. Gewertet wurde sowohl in den Einzelwettbewerben als auch in der Staffel nach dem Standardsystem.

## Ergebnis
Wie in den vorangegangenen Vergleichen ging es eng zu. Im Laufbereich waren die US-Amerikanerinnen mit drei Siegen bei gleichzeitig drei Doppelerfolgen vorn. Die Bundesrepublik Deutschland hatte hier zwei Erfolge aufzuweisen. Auch die Staffel und die beiden Sprungwettbewerbe gingen an die USA. In den Wurf- und Stoßdisziplinen entschieden die bundesdeutschen Athletinnen zwei Disziplinen mit jeweils Doppelerfolgen für sich. Für die US-amerikanischen Sportlerinnen blieb hier der Sieg im Speerwurf. Am Ende reichte es nicht ganz für die Bundesrepublik Deutschland, die USA siegten mit 62 zu 55 Punkten.

## Resultate

### 100 m
| Platz | Athletin       | Land | Zeit (s) |
| ----- | -------------- | ---- | -------- |
| 1     | Wyomia Tyus    | USA  | 11,4     |
| 2     | Edith McGuire  | USA  | 11,5     |
| 3     | Erika Pollmann | FRG  | 11,9     |
| 4     | Renate Meyer   | FRG  | 12,0     |

### 200 m
| Platz | Athletin           | Land | Zeit (s) |
| ----- | ------------------ | ---- | -------- |
| 1     | Edith McGuire      | USA  | 23,1     |
| 2     | Wyomia Tyus        | USA  | 24,0     |
| 3     | Kirsten Roggenkamp | FRG  | 24,2     |
| 4     | Hannelore Swienty  | FRG  | 24,5     |

### 400 m
| Platz | Athletin            | Land | Zeit (s) |
| ----- | ------------------- | ---- | -------- |
| 1     | Janell Smith        | USA  | 54.0     |
| 2     | Madeline Manning    | USA  | 54.6     |
| 3     | Reinhilde Nietmann  | FRG  | 55.6     |
| 4     | Heidemarie Zirotzki | FRG  | 56.6     |

### 800 m
| Platz | Athletin         | Land | Zeit (min) |
| ----- | ---------------- | ---- | ---------- |
| 1     | Antje Gleichfeld | FRG  | 2:09,5     |
| 2     | Sandra Knott     | USA  | 2:10,2     |
| 3     | Gerlinde Hefner  | FRG  | 2:11,3     |
| 4     | Marie Mulder     | USA  | 2:15,2     |

### 80 m Hürden
| Platz | Athletin         | Land | Zeit (s) |
| ----- | ---------------- | ---- | -------- |
| 1     | Inge Schell      | FRG  | 10,7     |
| 2     | Cherrie Sherrard | USA  | 10,8     |
| 3     | Tammy Davis      | USA  | 11,0     |
| 4     | Renate Balck     | FRG  | 11,1     |

### 4 × 100 m Staffel
| Platz | Besetzung      | Land                                                                  | Zeit (s) |
| ----- | -------------- | --------------------------------------------------------------------- | -------- |
| 1     | USA            | Willye White Edith McGuire Diana Wilson Wyomia Tyus                   | 44,9     |
| 2     | BR Deutschland | Gerlind Beyrichen Kirsten Roggenkamp Hannelore Swienty Erika Pollmann | 46,1     |

### Hochsprung
| Platz | Athletin              | Land | Höhe (m) |
| ----- | --------------------- | ---- | -------- |
| 1     | Eleanor Montgomery    | USA  | 1,67     |
| 2     | Ilia Hans             | FRG  | 1,64     |
| 3     | Marlene Schmitz-Portz | FRG  | 1,60     |
| 4     | Estelle Baskerville   | USA  | 1,60     |

Datum: 24. Juni

### Weitsprung
| Platz | Athletin        | Land | Weite (m) |
| ----- | --------------- | ---- | --------- |
| 1     | Willye White    | USA  | 6,44      |
| 2     | Helga Hoffmann  | FRG  | 6,22      |
| 3     | Ursula Wittmann | FRG  | 6,17      |
| 4     | Sonia Gtiss     | USA  | 5,66      |

### Kugelstoßen
| Platz | Athletin        | Land | Weite (m) |
| ----- | --------------- | ---- | --------- |
| 1     | Marlene Klein   | FRG  | 16,40     |
| 2     | Gertrud Schäfer | FRG  | 16,19     |
| 3     | Lynn Graham     | USA  | 14,82     |
| 4     | Cynthia Wyatt   | USA  | 13,92     |

### Diskuswurf
| Platz | Athletin          | Land | Weite (m) |
| ----- | ----------------- | ---- | --------- |
| 1     | Liesel Westermann | FRG  | 53,57     |
| 2     | Kriemhild Limberg | FRG  | 50,27     |
| 3     | Cynthia Wyatt     | USA  | 46,01     |
| 4     | Lynn Graham       | USA  | 43,51     |

### Speerwurf
| Platz | Athletin           | Land | Weite (m) |
| ----- | ------------------ | ---- | --------- |
| 1     | Renae Bair         | USA  | 54,34     |
| 2     | Anneliese Gerhards | FRG  | 52,50     |
| 3     | Ameli Koloska      | FRG  | 51,94     |
| 4     | Lurline Hamilton   | USA  | 45,44     |